# Selenops ollarius
Selenops ollarius là một loài nhện trong họ Selenopidae. De soort is alleen bekend uit China in de provincie Tứ Xuyên.
Loài này thuộc chi Selenops. Selenops ollarius được miêu tả năm 1990 bởi M. S. Zhu, Sha & Chen.